# Paraguay aux Jeux olympiques
Le Paraguay participe aux Jeux olympiques d'été depuis 1968 et a envoyé des athlètes à chaque édition depuis cette date, sauf en 1980 car le pays a boycotté ces jeux.

Le pays participe aux Jeux d'hiver pour la 1re fois en 2014. 
Le pays a remporté une médaille d'argent.
Le Comité national olympique du Paraguay a été créé en 1970 et a été reconnu par le Comité international olympique (CIO) la même année.

## Médailles
| Médaille | Nom              | Jeux         | Sport    | Compétition        |
| -------- | ---------------- | ------------ | -------- | ------------------ |
|          | Équipe nationale | Athènes 2004 | Football | Compétition hommes |